# Calendrier
Pour les articles homonymes, voir Calendrier (homonymie).

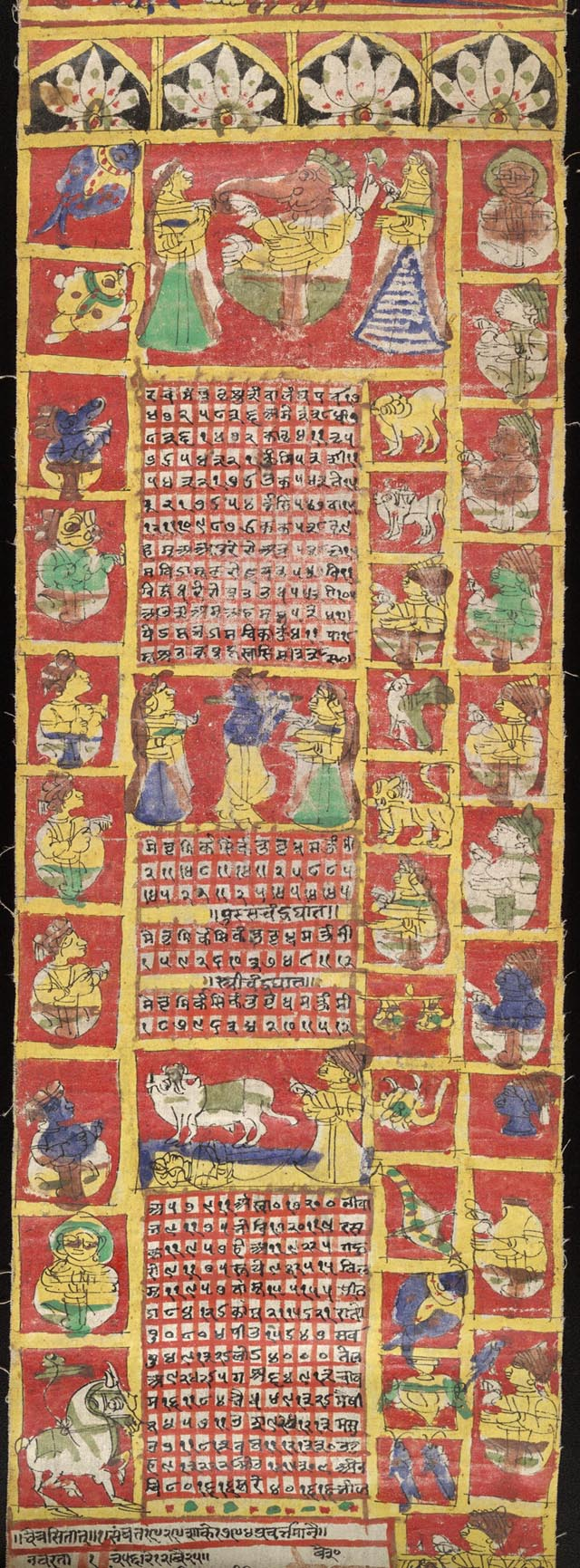
Calendrier hindou.

Un calendrier est un système de repérage des dates en fonction du temps. 
Un tel système a été inventé par les sociétés pour diviser et organiser le temps sur de longues durées. L'observation des phénomènes périodiques du milieu où ils vivaient — comme le déplacement quotidien de l'ombre, le retour des saisons ou le cycle lunaire — ont servi de premières références pour organiser la vie agricole, sociale et religieuse des sociétés.
Le calendrier utilisé aujourd'hui dans la majeure partie du monde est le calendrier grégorien.

## Étymologie
Le mot « calendrier » provient du latin calendarium (« livre de compte », « registre de dettes ») qui lui-même dérive de calendae (« calendes »), signifiant « qui sont appelés », du verbe calo, (« convoquer, assembler, appeler, proclamer »). 
Le mois romain est divisé en trois périodes à l'intérieur desquelles on compte les jours jusqu'au début de la période suivante : 
- les calendes qui commencent au début de la Nouvelle lune ;
- les nones qui débutent le cinquième ou septième jour du mois ;
- les ides qui démarrent le jour de la Pleine Lune soit le treizième ou le quinzième du mois.

Le jour des calendes, les pontifes annonçaient la date des fêtes mobiles du mois suivant et les débiteurs dont les échéances étaient indiquées dans les calendaria (« livres de comptes ») à la date concernée devaient payer leurs dettes.

## Unités utilisées dans le calendrier
Les calendriers historiques sont fondés sur des unités naturelles de durée définies par des phénomènes astronomiques observables.

### Jour

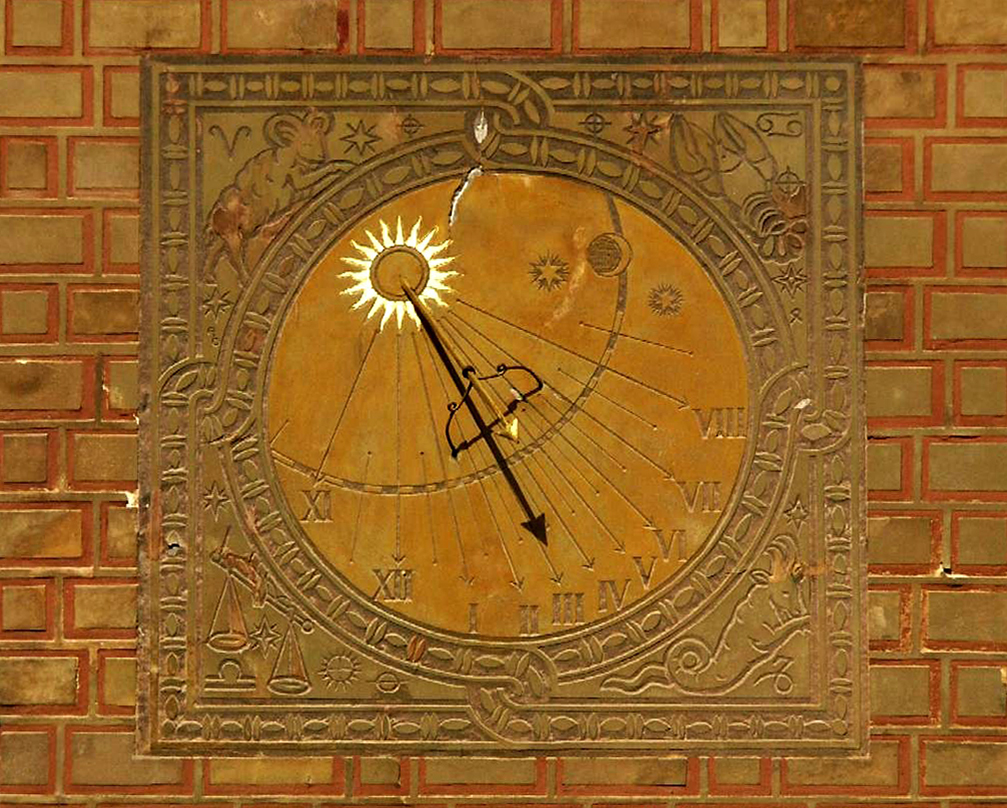
Un cadran solaire.

Dans toutes les civilisations, l'alternance du jour et de la nuit a, semble-t-il, été l'unité fondamentale du repérage de l'écoulement de l'année. Celle-ci étant due à la rotation de la Terre, le changement du jour n'est pas simultané d'un point à l'autre du globe terrestre. 
Le repère de passage d'un jour à l'autre est d'ailleurs une notion arbitraire qui a différé selon les civilisations : la journée peut être mesurée de midi à midi, de minuit à minuit dans le calendrier romain, à partir du coucher du Soleil comme dans les calendriers hébreu, musulman et chinois, ou à partir du lever du Soleil, ce que firent Chaldéens, Égyptiens, Perses et Syriens. 
Par convention, le jour est la plus petite unité du calendrier.

### Lunaison

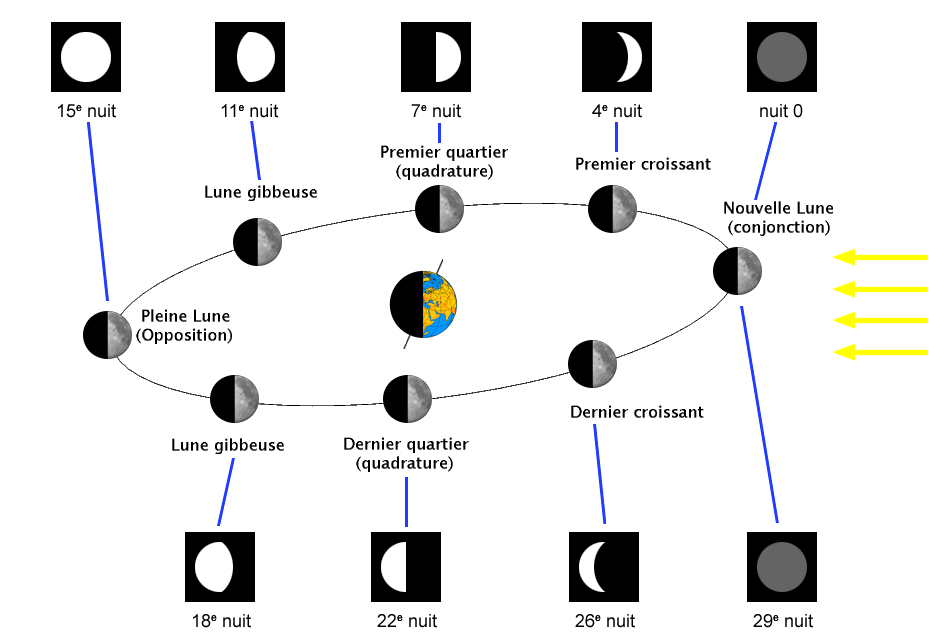
Orbite et phases de la Lune.

Les phases de la Lune étant simples à observer, elles ont fourni un moyen commode de mesure du temps. On utilisait les lunaisons pour compter les temps supérieurs à quelques jours. Dans les civilisations fondées sur la cueillette, comme les Indiens d'Amazonie, qui n'avaient pas besoin de prévoir le rythme des saisons pour des travaux agricoles, la lunaison est longtemps restée après le jour l'unité fondamentale de mesure du temps. 
Le cycle lunaire n'est pas très régulier : il peut varier de 29 jours et 6 heures à 29 jours et 20 heures.
Mais les différentes phases de la Lune présentent l'avantage de savoir à quel moment du cycle on en est par la simple observation des croissants de Lune. Le temps d'une lunaison pourrait être mesuré entre deux Pleines Lunes ; habituellement il l'est plutôt entre deux Nouvelles Lunes.
Le début peut être déterminé par l'observation, ou par le calcul, ou encore fixé arbitrairement à 29 ou 30 jours.   
Dans le calendrier musulman moderne, le début du mois dépend de l'observation du nouveau croissant de Lune : la date de début du mois de ramadan, par exemple, peut être différente dans des pays pourtant limitrophes.

### Cycle des saisons

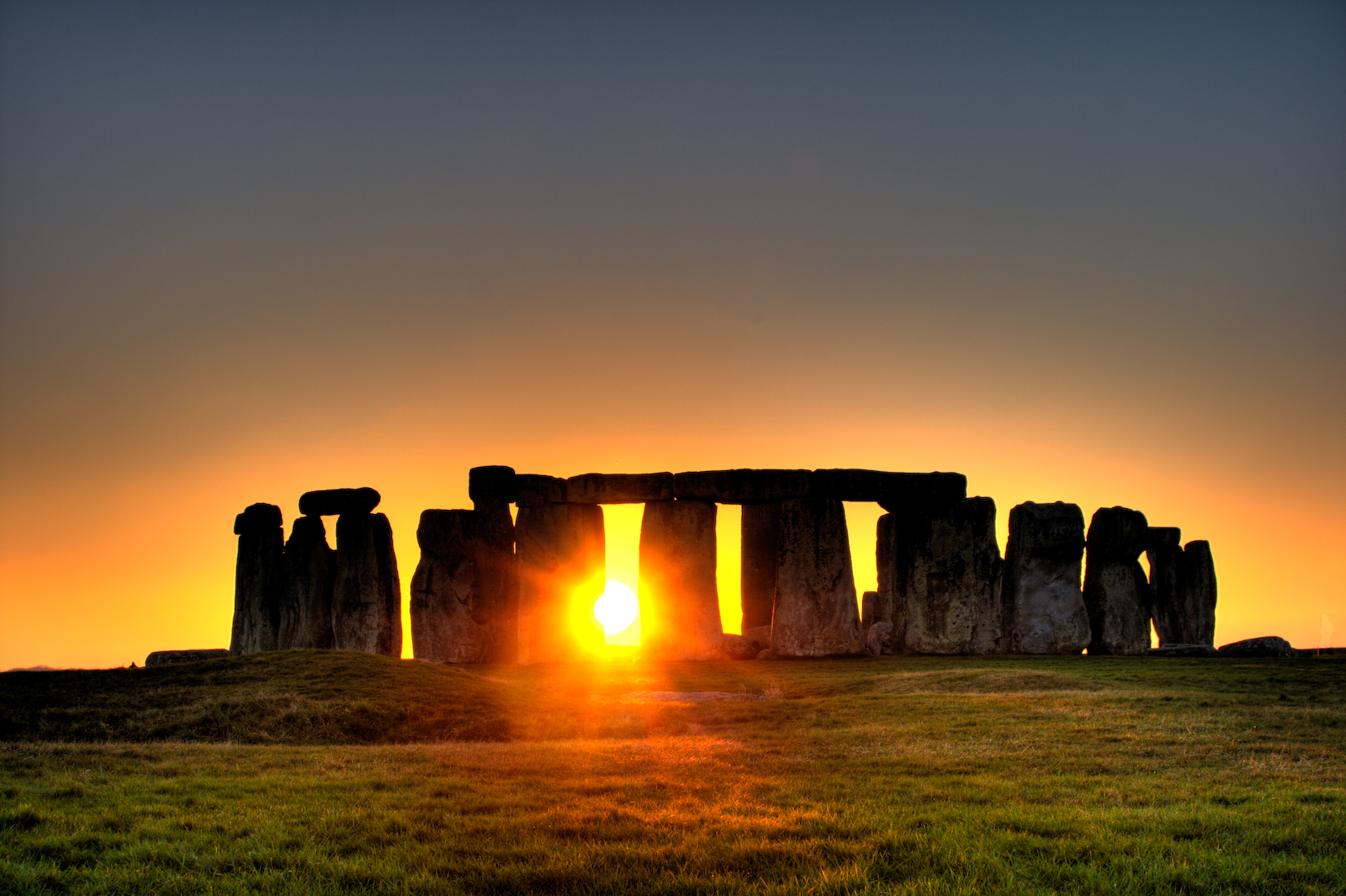
Stonehenge.

Marquant les saisons, la révolution de la Terre autour du Soleil, c'est-à-dire l'année tropique, semble avoir pris de l'importance avec le développement de l'agriculture. Ce cycle est d'une durée relativement longue et son écoulement est loin d'être aussi facile à repérer que celui du cycle lunaire. 
Déterminer la date de phénomènes comme les solstices en observant  l'allongement des ombres n'est pas simple. Les mégalithes des sites de Nabta Playa ou Stonehenge témoignent de pratiques très anciennes mettant en évidence les solstices ; selon certaines théories, ces cercles de pierres, ainsi que les formes des temples aztèques et mayas pourraient avoir servi à mesurer les années.
Cette observation fut complétée de celle du trajet apparent du Soleil par rapport aux constellations du zodiaque, le disque de Nebra en est un exemple de l'âge du Bronze.
Le calendrier égyptien, premier calendrier fondé sur l’année solaire, était axé sur les fluctuations annuelles du Nil, mais faisait cependant appel à l'astronomie. La montée des eaux intervenait peu de temps après le lever héliaque de l'étoile Sothis (Sirius) dans le ciel égyptien. Sirius est une étoile double particulièrement brillante ; à l'époque où fut créé le calendrier égyptien Sirius B était une géante rouge. La réapparition de l'étoile, après qu'elle eut été masquée 70 jours par la lumière du Soleil constituait un spectacle visible à l'œil nu et un repère notable marquant le retour de la saison de la crue.

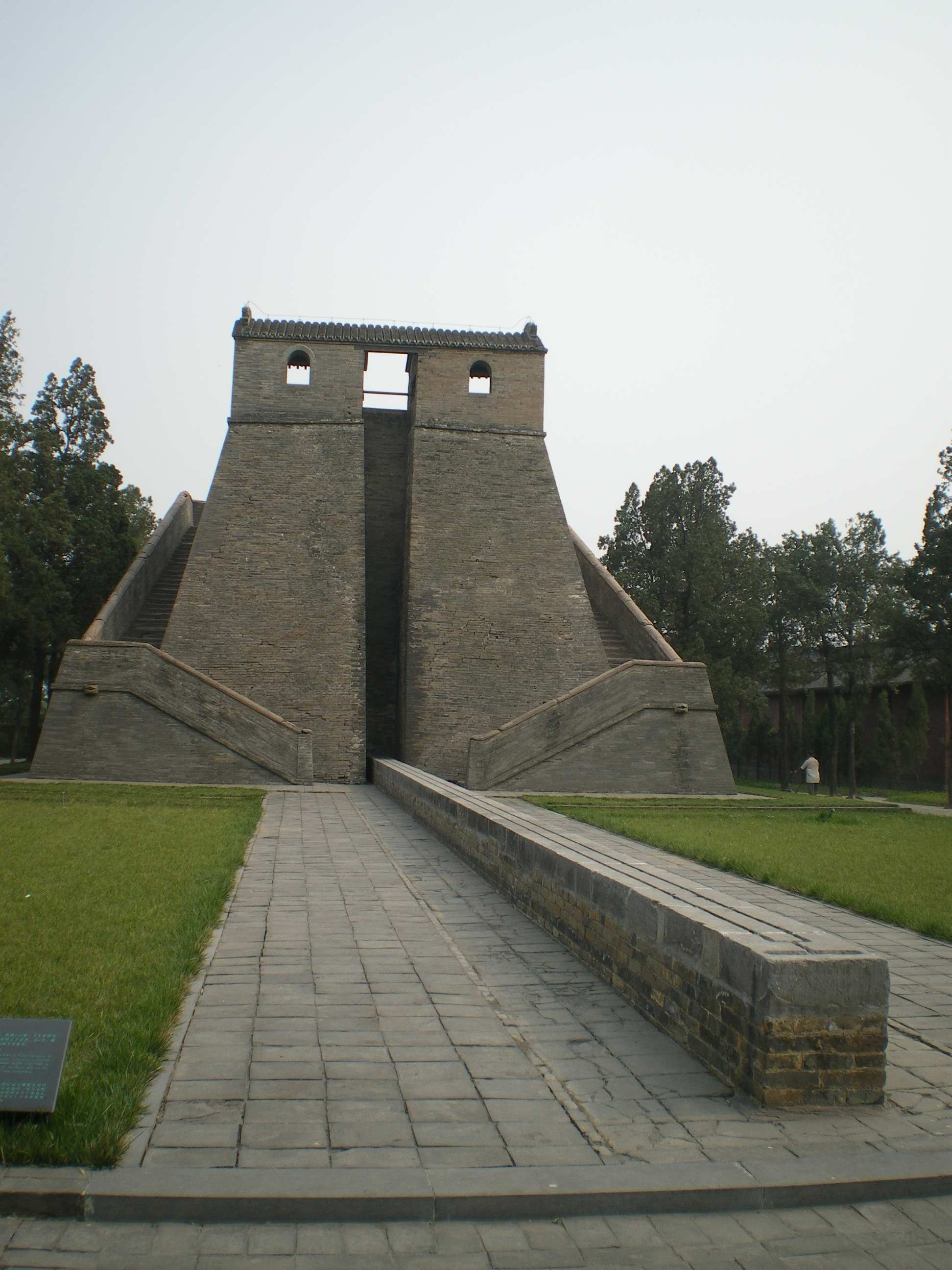
Observatoire de Gaocheng.

Dans une grande partie des calendriers, il y a quatre saisons : le printemps, l'été, l'automne, et l'hiver. Ces saisons ne sont pas toujours placées de la même façon dans le cours de l'année, et si, par exemple, les Chinois ou les Celtes ont mis l'été de mai à juillet du calendrier grégorien[réf. nécessaire], le solstice d'été, jour le plus long étant à peu près en son milieu, dans le calendrier moderne français, l'été commence avec le solstice d'été.

## Combinaison des unités naturelles
Les phénomènes astronomiques présentés plus haut étant indépendants, les unités qu'ils définissent ne sont pas commensurables : leur rapport n'est pas un nombre entier.
À notre époque, une année vaut 365,242201 jours ; la durée moyenne d'une lunaison est de 29 jours 12 heures 44 minutes et 2,8 secondes (29,530589 jours) ; une année solaire comporte 12,36827 lunaisons. 
Face à cette difficulté, les peuples ont choisi soit de laisser le calendrier se désynchroniser soit de le recaler empiriquement sur les phénomènes célestes, quitte à perdre la continuité des jours. On dit alors qu'un calendrier est plutôt arithmétique ou plutôt astronomique.
La plupart des  calendriers sont lunaire ou solaire selon qu'ils privilégient le mois fondé sur les cycles de la lune, ou l’année fondée sur les saisons, c'est-à-dire sur la période de révolution autour du Soleil.

### Calendrier lunaire
Un calendrier lunaire ne tient pas compte de l'année solaire, mais se cale uniquement sur les phases de la Lune. Aussi, les différents mois ne sont pas caractérisés par une saison, mais les parcourent toutes au cours d'un cycle. 
La durée moyenne d'un mois doit s'approcher de celle d'une lunaison : 29,5305882 jours. 
Le premier calendrier romain était un calendrier lunaire. Son année aurait compté 295 jours, et fidèle au système décimal, il comportait 10 mois de 29 ou 30 jours. D'après Macrobe, un pontife mineur observait la Nouvelle lune pour indiquer le commencement du nouveau mois. Le roi Numa aurait réformé ce calendrier pour y ajouter 2 mois — janvier et février — et  passer ainsi à une année de 355 jours. Pour les Romains les chiffres pairs portaient malheur, les mois comptèrent donc 29 ou 31 jours, sauf février, mois des morts, qui en comptait 28.
De nos jours, le principal calendrier lunaire encore utilisé est le calendrier musulman ; il fut établi par Mahomet. Il comporte 12 mois lunaires, l'usage d'un 13e mois intercalaire tel que ceux des calendriers luni-solaires est interdit par le Coran.
En faisant alterner des mois de trente et de vingt-neuf jours, une année lunaire ordinaire de 12 mois compte 354 jours. 
La durée d'une lunaison étant un peu supérieure à 29,5 jours, il est nécessaire d'intercaler un jour supplémentaire environ tous les 30 mois.  Dans ce calendrier, les années de 355 jours sont dites « années abondantes »

### Calendrier luni-solaire
Certains calendriers tiennent compte à la fois du cycle de la Lune et de celui du Soleil. Il s’agit de calendriers lunaires qui sont ajustés à l’année solaire à l’aide de mois intercalaires : l'année comporte en général douze mois lunaires, et un treizième quand cela s'avère nécessaire pour éviter un décalage des saisons.  
Cette intercalation d'un mois supplémentaire, souvent par le redoublement d'un mois, fut déterminée par différentes méthodes. Certaines étaient fondées sur l'observation : une inscription chaldéenne indique que le lever héliaque du Bélier doit s'effectuer au mois de Nissanu.  Si ce n'était pas le cas, le redoublement du mois s'imposait. Pour le calendrier hébreu, la Bible indique que Pessah doit avoir lieu quand l'orge est bon à couper. Comme cette fête est fixée au 15 Nisan, le mois précédent, Adar, était redoublé en Veadar en fonction du murissement des épis. Mais l’harmonisation restait très imparfaite. 
Aux environs de -432, l'astronome grec Méton observa qu'au bout de 19 ans, les mêmes dates de l'année tropique correspondent aux mêmes phases de la Lune. L'astronome chaldéen Kidinnu fit la même observation vers -380, mais des écrits cunéiformes semblent indiquer que ce cycle était déjà connu en Mésopotamie dès le VIe siècle av. J.-C. et était utilisé pour prédire les éclipses. Il détermina un cycle de 19 années où les années de rang 3, 6, 8, 11, 14, 17 et 19 sont les années de treize mois.
Le calendrier hébraïque moderne, traditionnellement attribué à Hillel II au IVe siècle, est fixé par calcul et non plus d'après l'observation des phases lunaires. Il se fonde sur le cycle métonique : 19 années correspondent à deux cent trente-cinq mois. Sur un cycle de dix-neuf ans ce calendrier définit donc sept années de treize mois et douze de douze mois.

### Calendrier solaire
Dans les calendriers solaires, tels que le calendrier grégorien,  les mois ne sont pas synchronisés avec la révolution lunaire. Le nombre de jours dans un mois est fixé de façon arbitraire, mais la durée de l’année doit être proche de celle de l'année tropique, soit d’environ 365,242201 jours. 
Le calendrier égyptien, puis le calendrier julien et enfin le calendrier grégorien sont de bons exemples des efforts successifs qui ont été faits pour arriver à synchroniser l’année avec le cycle de la Terre autour du Soleil.
Le calendrier égyptien est le premier calendrier solaire connu. Il était fondé sur une « année vague » de 365 jours qui comportait 12 mois de 30 jours et 5 jours dit épagomènes.  Il était au départ fondé sur le lever héliaque de l'étoile Sirius, qui marquait à quelques jours près le début de la crue du Nil. Quand les Égyptiens constatèrent que le début de l'année calculé se décalait par rapport à ce repère, ils choisirent de le laisser dériver. Le nouvel an coïncida de nouveau avec le lever héliaque de Sirius au terme d'un cycle de 1461 années vagues, nommé période sothiaque. Ce calendrier fut utilisé pendant près de 4500 ans.
Le calendrier julien fut introduit par César en -45, pour mettre fin à certains abus des pontifes chargés d'annoncer les mois intercalaires. Il fut établi après consultation de l'astronome Sosigène avec comme référence l'équinoxe de printemps, fixée au 25 mars. Une année commune comptait 365 jours divisés en 12 mois, et un jour intercalaire était ajouté tous les 4 ans, lors des années bissextiles.
L'année de 365,25 jours de ce calendrier julien était une bonne approximation, mais légèrement excédentaire de 3 jours tous les 4 siècles. En 325, lors du concile de Nicée qui établit la date de Pâques en fonction de l'équinoxe de printemps, celle-ci avait lieu le 21 mars. Au XVIe siècle, ce décalage atteignait une dizaine de jours.
L'astronome Luigi Lilio conçut un projet de réforme du calendrier ; il fut promulgué en 1582 par le pape Grégoire XIII, ce qui lui donna son nom de calendrier grégorien.
Même notre calendrier actuel présente toujours une légère désynchronisation de l'année, évaluée à quelques jours (3 jours) sur 10 000 ans. Il est aujourd'hui considéré comme illusoire de vouloir encore améliorer l'ajustement grégorien.
Le calendrier badi, utilisé dans le bahaïsme a par contre abandonné toute référence lunaire pour la durée du mois. Une année de ce calendrier comporte en effet 19 mois de 19 jours (soit 361 jours). Les 4 ou 5 jours supplémentaires nécessaires pour compléter une année sont intercalés entre le 18e et le 19e mois, et sont nommés les « jours intercalaires ».

## Numéroter les années

### Ère
Pour les articles homonymes, voir Ère.
L'ère calendaire (en) est une période de temps assez vague et subjective qui s'étend depuis un évènement historique marquant ou fondateur servant de point de départ et choisi par convention comme année 1 dans une chronologie. Elles ont été nombreuses au cours de l’histoire et ne sont jamais exclusives.
Dans un sens plus vieilli et rarement employé, l'ère désigne également l'évènement fondateur lui-même.
L'ère chrétienne démarre l'année supposée de la naissance de Jésus-Christ. L'anno Domini, qui détermine aujourd'hui l'an 1 à la base du calendrier grégorien, a été déterminée par Dionysius Exiguus (Denys le Petit) en 525. L'utilisation de l'ère chrétienne pour les datations met plusieurs siècles à devenir effective : le calendrier romain est utilisé en Occident jusqu'au XIVe siècle, les monastères au Moyen Âge privilégient le calendrier liturgique, les chancelleries emploient plusieurs éléments de datation dans leurs calendriers (date d'Incarnation, année régnale (en), dates antiques ou prestigieuses comme les indictions). L'emploi du terme Ère vulgaire (Vulgar Era) est attesté dès 1615 dans un ouvrage de Johannes Kepler.
Selon des calculs et une tradition relativement tardive par rapport à l'histoire du peuple juif, puisqu'ils remontent au IIe siècle, l'ère judaïque du calendrier hébraïque commence le 7 octobre 3761 av. J.-C. correspondant selon les chronologistes juifs à la création du monde. À la même époque, d'autres exégètes, chrétiens pour leur part, calculent la date de la création du monde (Anno Mundi) en -5509, date parfois utilisée pour les calendriers des Églises orthodoxes. Le Chronikon d'Eusèbe de Césarée choisit 5199 av. J.C..
L'ère olympique (utilisée par les grecs de l'antiquité) commence en 776 av J.-C (année des premiers Jeux Olympiques).
L'ère de Rome commence avec la fondation de Rome, le 21 avril 753 av. J.-C.. Les Romains décomptent ainsi les années Ab Urbe condita (« à partir de la fondation de la Ville »).
L'ère julienne du calendrier julien, mis au point par l'astronome Sosigène d'Alexandrie sur ordre de Jules César, entre en vigueur le 1er janvier 45 av. J.-C., et sa création est utilisée comme an 1.
L'éveil du Bouddha Gautama, le dernier Bouddha historique, en -543, détermine l'an 1 du calendrier bouddhiste.
Le calendrier grégorien, actuellement en usage dans le monde entier, a été instauré en 1582 par le pape Grégoire XIII.
L'hégire, le départ de Mahomet pour Médine, marque le début du calendrier hégirien, soit le 16 juillet 622 du calendrier grégorien.
L'ère républicaine s'est appliquée en France un peu plus de douze ans, du 15 vendémiaire an II (6 octobre 1793) au 10 nivôse an XIV (31 décembre 1805), soit 12 ans, 2 mois et 27 jours.

### Calendriers cycliques

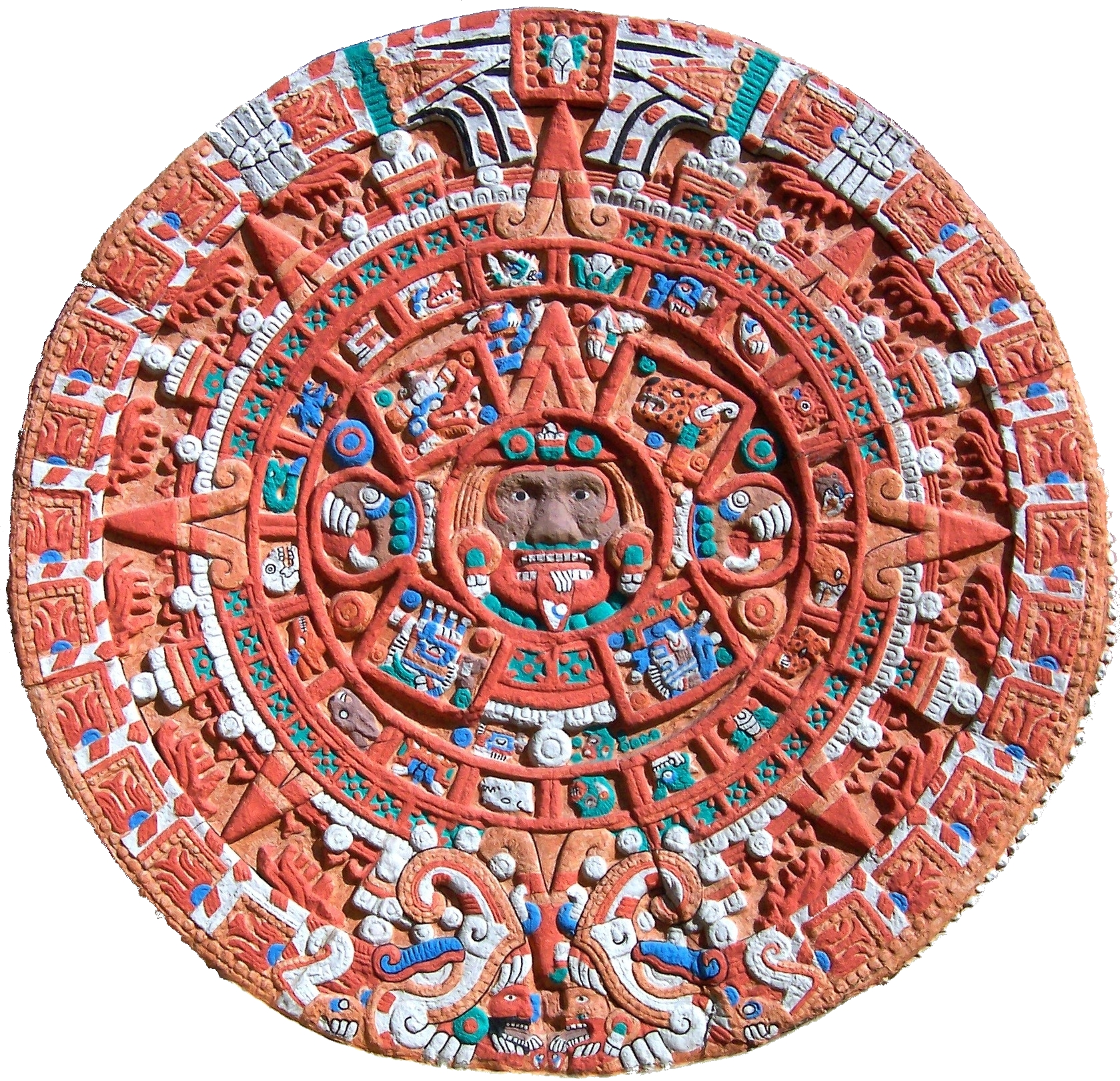
Le calendrier aztèque.

Les Mayas de l'époque classique (IIIe siècle, IXe siècle apr. J.-C.) pensaient que les divinités refaisaient plus ou moins régulièrement les hommes dans diverses matières (bois, maïs par exemple) et qu'ils en attendaient certains comportements pour les maintenir ou non dans l'existence et l'abondance ou la disette. Quoi qu'il en soit, les scribes mayas estimaient vivre dans une énième création commencée un jour 4 Ahau 8 Cumku de leur calendrier rituel, le jour origine numériquement noté 0.0.0.0.0. dans leur numération vigésimale. Les spécialistes s'accordent généralement pour faire correspondre l'origine de l'ère maya au 11 août 3114 av. J.-C. Il semble établi que cette n-ième création devrait durer 13 baktunob (c'est-à-dire 5 200 tunob ou 5 200 « années mayas de 360 jours », ou encore 1 872 000 jours solaires) ; des interprétations modernes sur ce rebouclage du cycle ont amené de nombreuses  prédictions pour décembre 2012.

## Scolaire
Cet objet peut aussi servir afin d'observer la période de vacances scolaires (selon les zones) ; exemple en France : Zones A, B et C.

### Nouvel an
En Chine, l'année commence avec le printemps, mais, dans des pays scandinaves, elle commence avec la fête de la mi-hiver (Midtvintersblot), le solstice d'hiver, devenu Noël plus récemment. Cela montre également que, dans leur calendrier, les solstices marquaient les milieux de saisons et non pas le début des saisons comme aujourd'hui.
Le nouvel an symbolise l'éveil de la nature, le passage de la mort à la vie, le cycle de la vie humaine représentée par la mère qui accouche. La riche mythologie qui l'accompagne mêle ces différents thèmes. Son début a varié selon les pays et dans le temps. Selon le climat des pays le premier de l'an coïncidait avec la germination des céréales au printemps, ou bien l'été après la crue du Nil, ou avec la croissance des jours depuis le solstice d'hiver.
La date du 1er janvier fut instituée par Jules César. Elle correspondait à la fin des 8 jours de fêtes suivant le solstice d'hiver (Sol invictus). Cette date fut abandonnée avec le développement du christianisme. Sous les rois Mérovingiens le 1er mars fut choisi, sous les Carolingiens le 25 décembre, ailleurs le jour de Pâques. Un édit de Charles IX du 9 août 1564, appelé édit de Roussillon, le fixa au 1er janvier, pour uniformiser le début de l'année dans les différentes régions françaises. En 1582, le pape Grégoire XIII l'imposa à toute la chrétienté, l'application fut progressive.
Quant aux pays de tradition orthodoxe, le premier janvier du calendrier était décalé (initialement) de 10 jours car ces pays conservaient le calendrier julien, jusqu'à son abandon à des dates diverses selon les pays, au début du XXe siècle.

## Périodes et unités associées
Les autres systèmes de division et de repérage du temps ne sont que des multiples ou des sous-multiples des trois unités naturelles décrites plus haut. Purement arbitraires, elles ont donc fortement varié d’une civilisation à l’autre.

### Siècle
Siècle est un mot d’origine romaine mais les Latins lui attribuaient une signification beaucoup plus vague puisque selon les auteurs il pouvait représenter de vingt-cinq à cent seize ans.
Contrairement à la croyance couramment répandue, les années séculaires comme 1800, 1900 ou 2000 sont les dernières de leur siècle et non les premières. Par définition un calendrier commence en l’an 1 ; il est donc nécessaire que l’an 100 appartienne au Ier siècle pour qu’il fasse cent ans. Ainsi, le XXIe siècle a commencé le 1er janvier 2001.

### Lustre
Le lustre est une période de 5 ans. À Rome, il représentait l'espace de temps séparant deux recensements.

### Semaine
Les Égyptiens, les Chinois et les Grecs groupaient les jours en dizaines, les Javanais par cinq jours. Attention, dans l'usage francophone actuel, le mot décade désigne une période de dix jours, alors que le mot anglais decade correspond à dix ans et se traduit généralement par décennie. La première mention d'une semaine de sept jours apparaît chez les Hébreux qui pourraient l'avoir emprunté aux Chaldéens.[réf. souhaitée] Cette durée est à peu près celle d’une phase de la Lune. L'adoption du chabbat (samedi) comme jour de repos trouve son origine dans un commandement biblique. Par généralisation, une année sabbatique revient tous les sept ans, alors qu'il faut attendre 50 ans (Lévitique 25:8–13) pour retrouver une Année jubilaire (cf. Jubilé).
En Mésopotamie, le nombre 6 était considéré comme faste et le nombre sept comme néfaste ; il était donc recommandé de ne rien entreprendre les 7, 14, 21 et 28 du mois, ce jour néfaste était appelé « sabbatu ». Il fut adopté par les Hébreux.[réf. souhaitée]
En Occident, l'emploi du découpage en semaines date seulement du IIIe siècle de notre ère. L'adoption du dimanche comme jour de repos est fixée par un décret de l’empereur romain Constantin Ier en 321.
Dans le calendrier grégorien, puisqu'un mois moyen comporte 4,34812 semaines, la semaine n'est pas une subdivision du mois. Il en va de même pour la quinzaine (deux semaines), sauf évidemment pour les mois de février d'années non bissextiles qui comportent exactement quatre semaines.
Le calendrier républicain reprendra la division du mois en décades.

### Filmographie
- La fabrique du temps, sciences grand format, France 5
- C'est pas sorcier -les Calendriers : ça date !